# Rabachboden
Rabachboden ist eine Ortschaft in der Gemeinde Guttaring im Bezirk Sankt Veit an der Glan in Kärnten (Österreich). Die Ortschaft hat 16 Einwohner (Stand 1. Jänner 2024).

## Lage
Die Ortschaft liegt im Süden der Gemeinde Guttaring, auf dem Gebiet der Katastralgemeinde Hollersberg, im Tal des Silberbachs zwischen dem Gemeindehauptort Guttaring und Silberegg, entlang der L82 Silberegger Straße. Zur Ortschaft gehören die Höfe Weingarterhube (Haus Nr. 1), Sachererhube (Nr. 4), Körauskeusche (Kehraus, Nr. 5), Ackerlhube (Nr. 6) und Prachenbauer (Nr. 8).

## Geschichte
Der Ort gehörte in der ersten Hälfte des 19. Jahrhunderts zum Steuerbezirk Althofen (Herrschaft und Landgericht). Bei Gründung der Ortsgemeinden 1850 kam Rabachboden an die Gemeinde Guttaring.
In die nach einem Brand im September 1910 wiederaufgebaute Körauskeusche schlug im April 1913 der Blitz ein und tötete die Besitzerstochter.
Gut Übersberg zählte zunächst zur Ortschaft Rabachboden, als nördlichster Hof des Orts. Als nördlich des Guts eine Einfamilienhaussiedlung errichtet wurde, schuf man die Ortschaft Übersberg, zu der das Gut seither gerechnet wird.

## Bevölkerungsentwicklung
Für die Ortschaft ermittelte man folgende Einwohnerzahlen:
- 1869: 9 Häuser, 51 Einwohner[3]
- 1880: 8 Häuser, 42 Einwohner[4]
- 1890: 10 Häuser, 60 Einwohner[5]
- 1900: 11 Häuser, 62 Einwohner[6]
- 1910: 12 Häuser, 50 Einwohner[7]
- 1923: 13 Häuser, 238 Einwohner[8]
- 1934: 238 Einwohner[9]
- 1961: 11 Häuser, 165 Einwohner[10]
- 2001: 9 Gebäude (davon 7 mit Hauptwohnsitz) mit 8 Wohnungen; 22 Einwohner und 0 Nebenwohnsitzfälle; 7 Haushalte; 0 Arbeitsstätten, 4 land- und forstwirtschaftliche Betriebe[11]
- 2011: 9 Gebäude, 20 Einwohner, 7 Haushalte, 1 Arbeitsstätte[12]
- 2021: 9 Gebäude, 16 Einwohner, 7 Haushalte, 2 Arbeitsstätten[13]